# Св. св. Петър и Павел (Бела)
Вижте пояснителната страница за други значения на Св. св. Петър и Павел.
„Св. св. апостоли Петър и Павел“ е православна църква във видинското село Бела.
Църквата е гробищен храм, разположен в западната част на селото. Изградена е в 1883 година. Вътрешната украса и иконите са от същата 1883 година, дело на дебърския майстор Аврам Янков. От дясната страна на входната южна врата пише „Мстор Аврам Ѧнков Дебрели 1883“.